# Cronache del regno della fantasia
Cronache del regno della fantasia è una serie di libri per ragazzi (edita da Edizioni Piemme) ideata dai creatori di Geronimo Stilton. In questa serie di romanzi, il protagonista delle avventure non è né Geronimo Stilton, né altri personaggi di Topazia, ma abitanti e creature del Regno della Fantasia (elfi, fate, nani, ninfe, draghi, ecc.). Geronimo Stilton figura, invece, come autore dei romanzi.

## Libri
- Il reame perduto
- La porta incantata
- La foresta parlante
- L'anello di luce
- L'isola pietrificata
- Il segreto dei cavalieri

Serie Cavalieri del Regno della Fantasia:
- Il labirinto dei sogni
- La spada del destino
- Il risveglio dei giganti
- La corona d'ombra

Serie Le 13 Spade:
- Il segreto del Drago
- Il segreto della Fenice
- Il segreto della Tigre
- Il segreto del Lupo

## Personaggi (prima serie)
Ombroso:
Giovane Elfo Boschivo, il cui vero nome è Audace, che su richiesta della Regina delle Fate decide di combattere l'Oscuro Potere della Nera Regina e riportare la pace nel Regno della Fantasia. Ha 15 anni, gli occhi color verde cupo e capelli dalle particolari sfumature verdastre. È un elfo coraggioso e determinato, dall'indole schiva e riflessiva. Dopo tutti gli anni passati nel Reame delle Stelle, anche sulla sua fronte è apparso un piccolo astro, segno che contraddistingue il popolo con cui è cresciuto.
La sua arma è Veleno, una spada così chiamata per i suoi riflessi verdastri a causa del veleno di uno scorpione gigante. Per tutta la serie dimostra un certo interesse per Spica, che diventerà qualcosa di più di una semplice amicizia. Alla fine dell'avventura diverrà Generale Supremo della Rosa d'Argento.
Spica:
Sorella di Regulus e intraprendente Elfa Stellata che abbandona il suo reame per aiutare Ombroso nella sua missione. È una bella ragazza dalle lunghe trecce bionde e grandi occhi azzurro cielo, che ha circa 13 anni all'inizio della saga; ha una stella in fronte, peculiarità della sua gente. Combatte con un arco fatato. È innamorata, ricambiata, di Ombroso. Possiede il dono di Narratrice, ossia è in grado di incantare chiunque ascolti le sue storie.
Regulus:
Simpatico Elfo Stellato, fratello di Spica e miglior amico di Ombroso, che ha deciso di accompagnare l'Elfo Boschivo e di combattere al suo fianco. È un elfo leale e dotato di coraggio, anche se impacciato e timido. Ha 16 anni e gli stessi capelli biondi e occhi azzurri della sorella, e come lei, ha una stella sulla fronte. Si innamorerà di Robinia.
Robinia:
Fiera e testarda Elfa Boschiva, legittima erede al trono del Reame dei Boschi, che dopo la liberazione del suo popolo si unisce a Ombroso per riscattare gli altri reami perduti. Ha 14 anni all'inizio della serie, capelli castani ricci e occhi marroni. Si legherà molto ai suoi amici, in particolar modo a Regulus. Alla fine della prima serie, rinuncerà al titolo di regina per vivere serenamente sull'Isola dei Cavalieri, libera dagli oneri regali. Il suo inseparabile compagno di avventure è Zolfanello, un vivace draghetto piumato.
Codamozza:
Drago pericoloso e selvaggio, tenuto prigioniero dagli orchi sin da cucciolo e torturato fino alla pazzia (il suo nome è dovuto al fatto che un pezzo di coda gli è stato tagliato a causa di queste torture). Si affezionerà molto a Ombroso dopo che il ragazzo lo libererà dalla schiavitù, diventando suo compagno inseparabile.
Stellarius:
Potentissimo mago che combatte da sempre contro la Nera Regina per riportare la pace nel Regno della Fantasia. È un uomo anziano e bonario, dalla lunga chioma canuta e una folta barba bianca, ma ancora forte e dotato di prodigiosi poteri. Dopo la guerra contro le streghe, assumerà l'importante carica di Arcimago e andrà a capo dell'Accademia di Magia.
Floridiana:
È la bellissima e generosa Regina delle Fate, che tramite l'Anello di Luce guida Ombroso durante la missione che gli ha affidato. Si impegna a mantenere la pace nel Regno della Fantasia a qualunque costo.
Nevina:
Fata dei Picchi Nevosi che ha salvato e curato Cuortenace dopo la sua fuga dall'Isola dei Cavalieri. Quando il suo rifugio verrà attaccato dai Divoratori (grosse linci bianche striate di blu che prima vivevano in pace con lei, rese aggressive dal potere malefico delle streghe), si ritirerà in solitudine per anni. Aiuterà Stellarius e Cuortenace a raggiungere il Reame delle Streghe e resterà a vigilare sulla sua casa fino alla fine della guerra contro Stria.
Favilla:
Giovane nana del popolo dei Nani Grigi, tenuta prigioniera nel Reame delle Streghe sin dalla tenera età perché creduta una delle presunte prescelte destinate a sconfiggere la Nera Regina. All'inizio appare sotto forma di oca a causa di un maleficio, ma in seguito riesce a recuperare il suo vero aspetto. Alla fine riuscirà a realizzare il suo sogno di diventare una maga e si metterà al servizio della Regina delle Fate.
Cuortenace:
Dapprima conosciuto semplicemente come "Cacciatore", si scoprirà essere uno degli antichi Cavalieri della Rosa; aiuta Ombroso nella sua pericolosa missione senza rivelargli la sua vera identità: egli è, infatti, il padre del ragazzo, che in passato fu costretto a separarsi da lui quando Ombroso era piccolissimo. Prima che il Reame dei Boschi cadesse per mano delle streghe, Cuortenace fu inviato laggiù da Floridiana per proteggere gli Elfi Boschivi dalle forze oscure. Durante la sua permanenza, conobbe un'elfa di nome Acacia e i due si sposarono. Sua moglie morì dando alla luce Ombroso e il cavaliere dovette affrontare, oltre a questo lutto, anche la separazione dall'amato figlio. Durante la battaglia contro Stria, si sacrifica per salvare Spica dall'incantesimo pietrificante della strega, tornando in vita quando l'Isola dei Cavalieri verrà liberata dal male che la opprimeva. Solo alla fine della storia padre e figlio si potranno finalmente riabbracciare dopo anni di separazione. È un elfo coraggioso e forte, dotato di un grande senso di giustizia e abile come pochi nel combattimento; è descritto come alto e robusto, con occhi e capelli neri. Appartiene al popolo degli Elfi Neri.
Anguilla:
Elfa dai capelli argentati e gli occhi rossi che assieme a Favilla è stata tenuta prigioniera da Stria per la profezia che annunciava la sua sconfitta per mano di una strega più potente di lei. Dopo essere stata gettata nei pozzi del castello stregato, fu aiutata da una miriade di ragni che divennero suoi fedeli compagni, in particolare il ragno Aranide.
Stria:
Bellissima e crudele regina delle streghe, è la responsabile della caduta dell'Isola dei Cavalieri e della morte di centinaia di creature e popoli. Sarà sconfitta da Ombroso durante la battaglia finale nel suo castello, che crollerà seppellendola sotto tonnellate di macerie.
Calliope:
Vecchia veggente, è il braccio destro di Stria. Perirà a causa della moltitudine di ragni che Anguilla le scatenerà contro.
Altomare:
Un tempo Generale Supremo dei Cavalieri della Rosa, fu sedotto dalle arti oscure di Stria e divenne il suo più fedele alleato. È un elfo dal cuore oscuro, ambizioso e senza scrupoli come la sua regina, e fisicamente viene descritto come alto e imponente. Sarà ucciso da Cuortenace durante la battaglia finale contro Stria.
Eridanus:
Padre di Regulus e Spica, è l'astronomo ufficiale della corte del Reame delle Stelle. Alla fine della guerra contro le streghe si trasferirà sull'Isola dei Cavalieri.
Ginepro:
Maestro della corte del Reame dei Boschi che morì dopo l'invasione del suo regno, lasciando misteriose profezie che aiuteranno Ombroso nel suo viaggio.
Fortebraccio:
Vecchio amico di Cuortenace e suo maestro d'armi sull'Isola dei Cavalieri. Combatterà nella battaglia finale contro le forze delle streghe, ma perirà dopo un arduo combattimento.
Brugus:
Elfo Boschivo che dopo l'invasione del suo reame da parte delle streghe entrerà a far parte della resistenza che si oppone al potere delle forze oscure.
Acacia:
Elfa Boschiva, madre di Ombroso, che Cuortenace conobbe nel Reame dei Boschi. Lei e il cavaliere si innamorarono e si sposarono nonostante la guerra, e per un po' vissero felici insieme. Morì dopo aver dato alla luce suo figlio, che Cuortenace chiamò Audace per esaudire il desiderio della moglie. Viene descritta come bellissima, con uno splendido sorriso e dai capelli e occhi verde cupo (caratteristiche che Ombroso erediterà, assieme al carattere schivo e riflessivo che le era proprio). È introdotta nella storia tramite il diario che Cuortenace scrisse durante la sua permanenza nel Reame dei Boschi.
Teschiaccio:
È il capo delle truppe degli orchi al servizio di Stria, chiamato così per il teschio di drago che utilizza come copricapo. Essere bestiale e sadico, odia Cuortenace perché il cavaliere gli ha cavato un occhio in battaglia. Quando apprende che Ombroso è suo figlio, deciderà di ucciderlo facendolo divorare da Codamozza, ma sarà ucciso proprio dal ragazzo.
Crampo
È un orco basso e tozzo, che alleva scorpioni molto velenosi per le streghe. Sarà ucciso da Codamozza, che lo decapiterà con la sua coda affilata.
Cappanera:
È il capo dei combattenti che fanno la guardia all'Isola della Luna Crescente, luogo natio degli Elfi Neri. All'arrivo di Ombroso e Spica sull'isola, dapprima li tratterà con diffidenza, ma quando il ragazzo gli rivela di essere figlio di Cuortenace deciderà di aiutarli a portare a termine la loro missione. Il suo vero nome è Audace, scelto da suo fratello Cuortenace per il figlio in sua memoria.
Fieravista:
Guerriera dal viso sfregiato e abilissima con la lancia che in passato è stata un Cavaliere della Rosa insieme a Cuortenace. Era un'ottima Addestratrice che durante la caduta dell'Isola vide morire tutti i draghi che aveva allevato; lei stessa rischiò di morire, riuscendo però a salvarsi e tornare sull'Isola della Luna Crescente. Di primo acchito diffiderà di Ombroso e Spica, accettando di aiutarli solo se il ragazzo supererà tre ardue prove. In seguito al suo successo, apparirà più amichevole e disponibile, diventando, in seguito alla rinascita dell'Isola dei Cavalieri, mentore di Spica nell'addestramento dei draghi blu.
Veritiero:
Anziano sapiente a capo del consiglio degli Elfi Neri che si mostrerà ben disposto e gentile nei confronti di Ombroso, difendendo la sua causa davanti alla caparbietà di Fieravista.
Vistacuta:
Figlia di Cappanera, è una piccola elfa vivace e sicura di sé. Farà immediatamente amicizia con Spica e in seguito le racconterà la storia dell'Isola della Luna Crescente.

## Personaggi (seconda serie)
Alcuin:
È un giovane elfo dal passato misterioso che, da anni, si allena sull'Isola dei Cavalieri, sotto lo sguardo attento del suo maestro Audace (Ombroso), diventato Generale Supremo dei Cavalieri della Rosa d'Argento. Ha 18 anni e capelli e occhi neri. La sua arma è Mistral, una Sciabola del Destino, che ha chiamato come la madre.
Alena:
È la prima Ninfa dei Boschi a essere diventata un Cavaliere della Rosa d'Argento; nonostante sia ancora un'apprendista, è molto abile e scaltra. Alena è determinata, decisa e sicura nonostante si mostri allegra, solare e sorridente; tuttavia, sa essere anche giudiziosa e saggia. Sotto l'aspetto minuto, esile e grazioso, la ninfa nasconde un talento raro. Ha i capelli neri e lisci, gli occhi blu ed ha 15 anni. La sua arma preferita è una frusta, e ne ha una completamente nera sul cui corto manico sono raffigurate delle foglie, che le ricordano il suo reame d'origine; utilizza dei piccoli pugnali da lancio per ferire i nemici e usa anche un arco di madreperla, donatole dal Gran Consiglio delle Ninfe dei Boschi. Nella sua prima avventura, riceve da Floridiana, la Regina delle Fate, uno specchio a forma di rosa, Miraggio; questo oggetto è in grado di moltiplicare la figura di chi lo possiede, ingannando così i rivali. Grazie alla magia della Sognatrice Haires, però, lo specchio diventa una Spada del Destino: Miraggio, il Riflesso della Luce.
Zordan:
È un Elfo Viaggiatore dal carattere esuberante e vivace, anche se impulsivo, che si allena come Apprendista Cavaliere, ed è sempre pronto per mettersi in viaggio per qualche avventura. Ha 16 anni, gli occhi verdi e i capelli biondi.
La sua arma è Radjosa, una Spada del Destino, ma è molto abile a combattere anche con due spade contemporaneamente.
Karis:
Appartiene al popolo degli Elfi delle Nuvole, ed è un'ex Apprendista Cavaliere dell'isola dei Cavalieri, un tempo una delle più promettenti, ma ha abbandonato l'Isola dopo la perdita del suo drago blu Alargenta al quale era molto legata. Ha 17 anni, lunghi  capelli rossi ricci e particolari occhi viola. Combatte con Honor, una delle più leggendarie Spade del Destino, dalla lama a forma di folgore. Al contrario dell'amica Alena, Karis è intraprendente e dall'indole più istintiva e bellicosa.
Occhidoro:
Il drago blu di Alcuin, suo inseparabile compagno di viaggio.
Alargenta:
Un tempo era il drago blu di Karis, al quale la ragazza era molto legata; una volta morto, l'elfa lascerà l'Isola per sempre.
Selina:
È la principessa del Reame della Notte Eterna, liberato dalla tirannia del comandante Argo. È una splendida ragazza dai capelli ricci biondi talmente chiari da sembrare bianchi e limpidi occhi azzurri; dolce e gentile, è anche un'abile guerriera che impugna la Spada di Cristallo, un'arma magica che trae forza dalla purezza del suo cuore.
Regina dei Ragni:
Misteriosa e crudele figura che cela la sua identità sotto un cappuccio e si fa sempre scortare da un immenso esercito di ragni. Il suo fine è sconfiggere Floridiana, Regina delle Fate, e appropriarsi del Regno della Fantasia. Alla fine si scoprirà che la sua vera identità è quella di Anguilla, vecchia compagna di prigionia di Favilla, che proprio grazie al suo aiuto si redimerà.
Argo:
Elfo della Notte, zio di Selina, che ha dominato sul reame della nipote tradendo la madre di quest'ultima, Aura, e tutto il suo popolo alleandosi con la Regina dei Ragni. Morirà durante la battaglia finale tra gli eserciti liberi del Regno della Fantasia e la sua sovrana, cadendo in un burrone dopo aver combattuto contro Zordan e Alcuin. È un individuo cinico e senza scrupoli, dai lunghissimi capelli biondi raccolti in una coda e freddi occhi neri, e con un tatuaggio a forma di ragnatela sul viso.
Spaccacuore:
È un feroce troll e dei più fedeli soldati della Regina dei Ragni; crudele e temibile, porta sul capo un teschio di unicorno e odia Alena, avendo con lei un conto in sospeso. Nella battaglia finale si scontrerà con la ninfa, riuscendo a ferirla, ma verrà sfidato e infine ucciso da Zordan e Alcuin.
Megera:
È un'arpia, un essere malvagio dotato di ali, alleata della Regina dei Ragni. Ha un conto in sospeso con Karis e nella battaglia finale per il Regno della Fantasia tenterà di ucciderla facendola precipitare da una grande altezza, ma il drago dell'elfa, Alargenta, la salverà e colpirà Megera e le altre arpie con le sue folgori, eliminandole.
Namur:
Elfo Stellato gioviale e affabile, è il padre di Alcuin. È un abile fabbro, che in gioventù fu scelto dalla regina Aura in persona per divenire il capo mastro del Reame della Notte Eterna. Durante la sua permanenza laggiù conobbe la ninfa Mistral, una delle dame di compagnia della regina, e si innamorò di lei ricambiato. Dalla loro unione nacque Alcuin, fatto di cui Namur rimase all'oscuro fino a quando Petra (anziana elfa confidente e amica di Mistral) non glielo portò su richiesta della moglie, per salvarlo dall'invasione del Reame della Notte Eterna. Vuole molto bene a suo figlio e dopo che il ragazzo lo salverà da un incendio divampato in casa loro, gli farà leggere il suo diario di viaggio, rivelandogli molte cose sul suo passato. Quando il Reame della Notte Eterna verrà liberato dall'oppressione di Argo, potrà finalmente riunirsi con l'amata Mistral. È un elfo dall'aspetto imponente e forte, dai capelli biondi e gli occhi azzurri.
Mistral:
Ninfa residente nel Reame della Notte Eterna, è la madre di Alcuin. È stata una delle dame personali della regina Aura e conobbe il fabbro da lei scelto  a uno degli incontri di corte; i due si innamorarono ed ebbero Alcuin, ma Mistral dovette separarsi dal figlio ancora piccolissimo per salvarlo quando il Reame della Notte Eterna fu invaso dal traditore Argo. La ninfa in seguito all'invasione fu richiusa in una cella per anni e sarà liberata proprio da Alcuin, giunto nel Reame per liberarlo dagli invasori, potendo finalmente riabbracciare suo figlio e ricongiungersi con Namur. È descritta come molto bella, con un viso dolce, i capelli corvini e gli occhi neri, tratti che Alcuin erediterà.

## Personaggi (terza serie)
Ondine:
Giovane Ninfa del mare sensibile, timida e insicura, ma che nel suo cuore nasconde una forza segreta. Ha il difficile compito di affrontare il Guardiano ed entrare nella Torre di Smeraldo. Ha 17 anni, i capelli verdi come le alghe marine e gli occhi azzurri. Combatte con la Spada di Perla, il cui potere è legato all'acqua, in grado di curare qualsiasi ferita. È innamorata di Aldar, ricambiata.
Dran:
Titano delle Montagne di Ghiaccio possente e muscoloso; forte, determinato e altruista, sebbene di primo acchito si dimostri arrogante e fin troppo sicuro di sé, è il primo giovane apprendista dell'Accademia di Magia prescelto per la Grande Prova. Ha 18 anni, capelli rosso fuoco e occhi neri. La sua arma è la Spada di Rubino, dal potere legato al fuoco, che difende dal gelo e dal buio. Si affezionerà molto a Lune nel corso della saga.
Lune:
Del Reame degli Elfi delle Vette, è una giovane apprendista dell'Accademia di Magia agile ed elegante dal carattere allegro e vivace. Ha 16 anni, i capelli biondi chiarissimi, quasi argentati, e gli occhi azzurri. Combatte con la Spada di Giada, dal potere legato all'aria, che può creare turbini d'aria e permette a chi la impugna di volare. Nel corso della storia sviluppa dei sentimenti verso Dran, ricambiati dal giovane.
Aldar:
Giovane apprendista dell'Accademia di Magia, appartiene al Popolo dei Sognatori dell'Isola Errante. Dal sorriso ampio e luminoso, è deciso, sicuro di sé e altruista. Ha 17 anni, i capelli biondi e gli occhi dorati e, come prerogativa del suo popolo, una goccia in fronte che riflette i colori dell'arcobaleno se illuminata dal sole. Possiede la Spada di Diamante, il cui potere è legato alla terra, e che può purificare tutto ciò che è corrotto o contaminato dal male. È innamorato, ricambiato, di Ondine.
Kobras:
Potente e crudele Mago Oscuro che rubò la Spada di Ossidiana ai Maghi e la nascose nelle remote Terre d'Inverno del Nord. Nonostante le ricerche condotte dai Maghi, né lui né la Spada furono più ritrovati.
Darken e Ombrya:
Perfidi Maghi Oscuri gemelli, sono i discendenti di Kobras. Tramano vendetta contro i Maghi da tempo immemore: il loro obiettivo è liberare i Maghi Oscuri imprigionati e scatenare una nuova guerra tra le due potenze magiche.
Arlinda:
È la fondatrice dell'Accademia di Magia del Reame dei Maghi. Ha posto fine all'antica guerra tra Maghi e Maghi Oscuri, imprigionando questi ultimi nello Specchio del Buio e generando da esso le Tredici Spade.
Ailos:
È il più giovane mago di tutti i tempi a essere stato ammesso al Consiglio dei Maghi. Di animo gentile e saggio, è amato e rispettato dagli apprendisti dell'Accademia di Magia.
Astra:
Dall'età indefinibile, è la Preside dell'Accademia di Magia. È ammirata e rispettata da tutti per la sua indole gentile e la sua forza d'animo. Dovrà difendere il Reame dei Maghi dall'Esercito Oscuro guidato dal Drago Nero.